# Milan Pavkov
Milan Pavkov (serb. cyr. Милан Павков, ur. 9 lutego 1994 w Nowym Sadzie) – serbski piłkarz występujący na pozycji napastnika w serbskim klubie FK Crvena zvezda oraz reprezentacji Serbii.

## Sukcesy

### Klubowe
ČSK Čelarevo
- Mistrz Srpskiej Ligi Vojvodina: 2014/2015

FK Crvena zvezda
- Mistrz Serbii: 2018/2019, 2019/2020, 2020/2021
- Zdobywca Pucharu Serbii: 2020/2021

### Indywidualne
- Król strzelców Srpskiej Ligi Vojvodina: 2014/2015